# Víctor Griffith
Víctor Alfredo Griffith Mullins (Ciudad de Panamá, Panamá, 12 de diciembre de 2000) es un futbolista panameño que juega como mediocampista en el St. Johnstone Football Club de la Primera División Escosesa

## Trayectoria

### Tauro FC
Se formó en las categorías inferiores del Tauro FC e hizo su debut profesional en la Primera División de Panamá el 13 de noviembre de 2016 en la victoria 0 a 3 contra San Francisco FC en el Estadio Agustín Muquita Sánchez siendo suplente entrando al minuto 76 por Alexis Corpas. En la LPF Apertura 2016 jugó 1 partido llegando hasta semifinales, en la LPF Apertura 2017 jugó 1 partido. Estuvo en la banca en la Liga de Campeones de la Concacaf 2018 llegando hasta los cuartos de final.

### Santos de Guápiles
El 14 de enero de 2019 fue anunciado como nuevo jugador del Santos de Guápiles. Debutó con el club el 2 de marzo de 2019 en la victoria 4 a 2 contra el Limón FC en el Estadio Ebal Rodríguez siendo suplente entrando al minuto 71 por Starling Matarrita. En el Campeonato Clausura 2019 jugó 5 partidos. En el Campeonato Apertura 2019 jugó 11 partidos, en el Campeonato Clausura 2020 jugó 14 partidos, en el Campeonato Apertura 2020 jugó 13 partidos.

### CD Árabe Unido
El 3 de marzo de 2021 fue anunciado como nuevo jugador del CD Árabe Unido. Hizo su debut con el club el 7 de marzo de 2021 en el empate 0 a 0 contra el Alianza FC en el Estadio Armando Dely Valdés siendo titular jugando todo el partido. En el Torneo Apertura 2021 jugó 11 partidos y anotó 1 gol, en el Torneo Clausura 2021 jugó 15 partidos, en el Torneo Apertura 2022 jugó 1 partido.

### Portland Timbers 2
El 28 de marzo de 2022 fue anunciado como nuevo jugador del Portland Timbers 2. Debutó con el club el 17 de abril de 2022 en la derrota 4 a 1 contra el Houston Dynamo 2 en el Shell Energy Stadium siendo titular jugando todo el partido. En la MLS Next Pro 2022 jugó 19 partidos, en la MLS Next Pro 2023 jugó 22 partidos y anotó 2 goles.

### Portland Timbers
Hizo su debut con el Portland Timbers el 10 de mayo de 2022 en la derrota 2 a 0 contra los Las Ángeles FC en el BMO Stadium siendo titular saliendo al minuto 66. En la Lamar Hunt U.S. Open Cup 2022 jugó 1 partido, en la Lamar Hunt U.S. Open Cup 2023 jugó 2 partido, en la Major League Soccer 2023 jugó 1 partido.

### CD Árabe Unido
El 9 de febrero de 2024, fue anunciado su regreso al CD Árabe Unido. Disputó su primer partido después de su regreso el 18 de febrero de 2024 en el empate 2 a 2 contra el Alianza FC en el Estadio Javier Cruz siendo suplente entrando al minuto 46 por Jaime Harrison.

## Vida personal
Es medio hermano del también futbolista Marcos Sánchez.

## Selección nacional

### Categorías inferiores
Fue convocado por la selección sub-17 para el Campeonato Sub-17 de la Concacaf de 2017 en donde jugó 5 partidos y llegó hasta la etapa final de clasificación, fue convocado por selección Sub-20 de Panamá para disputar el Campeonato Sub-20 de la Concacaf de 2018 en donde jugó 6 partidos quedando en el tercer lugar y la Copa Mundial de Fútbol Sub-20 de 2019 en donde jugó 4 partidos llegando hasta los octavos de final.

### Selección absoluta
Hizo su debut con la selección absoluta el 11 de octubre de 2020 en la victoria 0 a 1 contra  Costa Rica en el Estadio Nacional de Costa Rica siendo suplente entrando al minuto 58 por Alexander González Moreno. Jugó 1 partido en la Copa de Oro de la Concacaf 2021 quedándose en la fase de grupo. En la Clasificación de Concacaf para la Copa Mundial de Fútbol de 2022 jugó 3 partidos.

### Participaciones en selección nacional
| Copa                     | Categoría | Sede           | Resultado                    | Partidos | Goles |
| ------------------------ | --------- | -------------- | ---------------------------- | -------- | ----- |
| Campeonato Sub-17 2017   | Sub-17    | Panamá         | Etapa Final de Clasificación | 5        | 0     |
| Campeonato Sub-20 2018   | Sub-20    | Estados Unidos | Tercer lugar                 | 6        | 0     |
| Copa Mundial Sub-20 2019 | Sub-20    | Polonia        | Octavos de final             | 4        | 0     |
| Copa Oro 2021            | Mayor     | Estados Unidos | Fase de grupos               | 1        | 0     |

## Clubes
| Club               | País           | Año           |
| ------------------ | -------------- | ------------- |
| Tauro FC           | Panamá         | 2016 - 2019   |
| Santos de Guápiles | Costa Rica     | 2019 - 2021   |
| CD Árabe Unido     | Panamá         | 2021-2022     |
| Portland Timbers 2 | Estados Unidos | 2022-2023     |
| CD Árabe Unido     | Panamá         | 2024          |
| St. Johnstone FC   | Escocia        | 2025-presente |

### Estadísticas
| Club                              | Div.          | Temporada     | Liga  | Liga  | Copas nacionales | Copas nacionales | Torneos internacionales | Torneos internacionales | Total | Total |
| Club                              | Div.          | Temporada     | Part. | Goles | Part.            | Goles            | Part.                   | Goles                   | Part. | Goles |
| --------------------------------- | ------------- | ------------- | ----- | ----- | ---------------- | ---------------- | ----------------------- | ----------------------- | ----- | ----- |
| Tauro F. C. · Panamá              | 1.ª           | 2016          | 1     | 0     | —                | —                | —                       | —                       | 1     | 0     |
| Tauro F. C. · Panamá              | 1.ª           | 2017          | 1     | 0     | —                | —                | —                       | —                       | 1     | 0     |
| Tauro F. C. · Panamá              | Total club    | Total club    | 2     | 0     | 0                | 0                | 0                       | 0                       | 2     | 0     |
| Santos de Guápiles · Costa Rica   | 1.ª           | 2018-19       | 5     | 0     | —                | —                | 0                       | 0                       | 5     | 0     |
| Santos de Guápiles · Costa Rica   | 1.ª           | 2019-20       | 25    | 0     | —                | —                | —                       | —                       | 25    | 0     |
| Santos de Guápiles · Costa Rica   | 1.ª           | 2020-21       | 13    | 0     | —                | —                | —                       | —                       | 13    | 0     |
| Santos de Guápiles · Costa Rica   | Total club    | Total club    | 43    | 0     | 0                | 0                | 0                       | 0                       | 43    | 0     |
| C. D. Árabe Unido · Panamá        | 1.ª           | 2021          | 26    | 1     | —                | —                | —                       | —                       | 26    | 1     |
| C. D. Árabe Unido · Panamá        | 1.ª           | 2022          | 1     | 0     | —                | —                | —                       | —                       | 1     | 0     |
| C. D. Árabe Unido · Panamá        | Total club    | Total club    | 27    | 0     | 0                | 0                | 0                       | 0                       | 27    | 1     |
| Portland Timbers 2 Estados Unidos | 3.ª           | 2022          | 19    | 0     | —                | —                | —                       | —                       | 19    | 0     |
| Portland Timbers 2 Estados Unidos | 3.ª           | 2023          | 22    | 2     | —                | —                | —                       | —                       | 22    | 2     |
| Portland Timbers 2 Estados Unidos | Total club    | Total club    | 41    | 2     | 0                | 0                | 0                       | 0                       | 41    | 2     |
| Portland Timbers Estados Unidos   | 1.ª           | 2022          | —     | —     | 1                | 0                | —                       | —                       | 1     | 0     |
| Portland Timbers Estados Unidos   | 1.ª           | 2023          | 1     | 0     | 2                | 0                | —                       | —                       | 3     | 0     |
| Portland Timbers Estados Unidos   | Total club    | Total club    | 1     | 0     | 3                | 0                | 0                       | 0                       | 4     | 0     |
| CD Árabe Unido · Panamá           | 1.ª           | 2024          | 4     | 0     | —                | —                | —                       | —                       | 4     | 0     |
| CD Árabe Unido · Panamá           | Total club    | Total club    | 4     | 0     | 0                | 0                | 0                       | 0                       | 4     | 0     |
| Total carrera                     | Total carrera | Total carrera | 118   | 3     | 3                | 0                | 8                       | 0                       | 121   | 3     |
| 1. 2.                             |               |               |       |       |                  |                  |                         |                         |       |       |